# 퀵베이직
퀵베이직(QuickBASIC)은 마이크로소프트사에서 MS-DOS 환경에서 사용하기 위해 만든 언어와 그 개발 도구를 가리키는 것으로 베이직에서 그 이름이 유래하였다.
퀵베이직은 흔히 QB로 줄여 말하기도 하고 큐베이직(QBasic)이라고 잘못 말하기도 한다. 그러나 MS-DOS 자체에 포함되었던 큐베이직과는 다른 제품이다.
퀵베이직에는 .EXE 실행파일 형태로 배포할 수 있도록 컴파일할 수 있는 컴파일러 및 런타임 라이브러리가 함께 제공되었다.

## 같이 보기
- GW-BASIC
- 큐베이직
- 비주얼 베이직